# Набережная Дзаттере

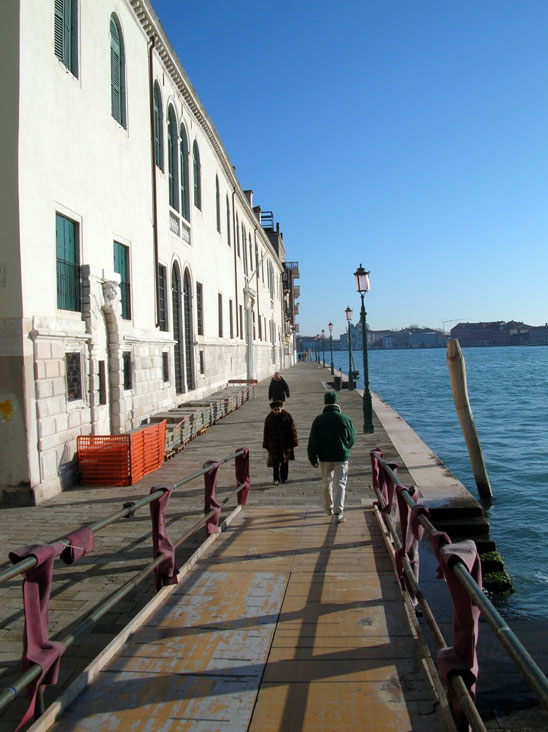

Набережная Дзаттере (Fondamenta delle Zattere — Набережная плотов) — набережная венецианского квартала Дорсодуро, самая южная в городе. Проложена вдоль канала Джудекка параллельно острову Джудекка. Протяженность — почти 2 км. Изначально — пристань для перевалки древесины, ныне — признанный туристический центр. Недалеко от этой набережной, на Таможенной стрелке со стороны Большого канала расположена знаменитая церковь Санта-Мария-делла-Салюте.
В России набережная известна по эссе Иосифа Бродского «Набережная неисцелимых» (Fondamenta degli incurabili). Он писал о Венеции: «Это город для глаз; остальные чувства играют еле слышную вторую скрипку». Его эссе вышло впервые на итальянском языке. В 2009 на набережной появилась памятная доска Иосифу Бродскому работы Георгия Франгуляна.
На самом деле название «Набережная неисцелимых» никогда не использовалось венецианцами. По сути, оно было изобретено самим Бродским в начальный период его проживания в Венеции, когда он, судя по всему, еще не очень хорошо владел итальянским языком и не вполне понимал объяснения своих венецианских знакомых относительно местной топонимики. Дело в том, что эта набережная делится на 4 отрезка, которые соответствуют наиболее заметным архитектурным объектам, расположенным вдоль нее: Дзаттере у Длинного моста (Zattere al Ponte Longo), Дзаттере у Иезуатов (Zattere ai Gesuati), Дзаттере у Неисцелимых (Zattere agli Incurabili) и Дзаттере у Соляных складов (Zattere ai Saloni).
В 1522 году здесь был открыт приют для больных сифилисом - болезнью, завезенной в Европу незадолго до этого и в то время считавшейся неизлечимой. Новое заведение получило название Госпиталь неисцелимых (Ospedale degli Incurabili).
Название «Набережная плотов» обусловлено тем, что именно сюда на протяжении веков приставали плоты и похожие на них низкобортные плоскодонные суда, на которых по мелководной Венецианской лагуне перевозили древесину, уголь, соль и другие продукты.